# Roblox
Roblox（ロブロックス）は、ユーザーがゲームを作成、共有し、他のユーザーが作成したゲームをプレイできるオンラインゲーミングプラットフォームおよびゲーム作成システム。2004年にデイビット・バシュッキとErik Cassel(エリック・カッセル)が開発、2006年にリリースされた。このプラットフォームは、プログラミング言語のLuaでコード化された様々なジャンルのユーザー作成ゲームを管理できる。
Robloxはサービス開始以来、しばらくはプラットフォームとしても会社としても比較的小規模だった。しかし、2010年代後半に急速に成長し始め、さらにCOVID-19によるパンデミックがこの成長を後押しすることになった。
基本は無料でプレイでき、ゲーム内購入は「Robux(ロバックス)」と呼ばれる仮想通貨を通じて利用できる。2020年8月の時点で、月間のアクティブユーザー数は1億6400万人を超えており、米国では16歳未満のすべての子供たちの半数以上がプレイしている。ユーザーからは概ね肯定的に評価されている一方、不誠実な運営やマイクロトランザクションの導入、サービス自体が子どもに対する慣行的な搾取であるといった批判も受けている。中華人民共和国、トルコ、ヨルダンなどの国ではアクセス制限または禁止されている。
2016年にXbox One版が配信された。また2023年10月にはPlayStation版が配信開始され、2024年にXbox SeriesでAuto HDRによるHDR10/Dolby Vision出力に対応した。

## 概要

### Roblox Studio（ロブロックス スタジオ）

現在のRoblox Studioのロゴ。Roblox Playerのロゴは薄い灰色であり、上と下の隙間がない。

Robloxを使用すると、プレーヤーは独自のエンジンであるRoblox Studioを使用して独自のゲームを作成し、他のユーザーがプレイすることができる。ゲームは、プログラミング言語Luaを利用してゲームの環境を操作するオブジェクト指向プログラミングシステムの下でコーディングされている。しかし、Roblox Studio上では一部オリジナルの命令が提供されている。ユーザーは、「ゲームパス」と呼ばれる1回限りの購入または「開発者製品」または「製品」と呼ばれる複数回、共にRobuxというRobloxの仮想通貨を使って購入できるマイクロトランザクションを通じて、購入可能なコンテンツを作成できる。購入による収益の一部は、開発者とRoblox運営の間で分割される。ただし、Roblox運営がそのように収益を分割する目的が、デバッグ等のためなのか、Robux購入の収益のためなのかは不明である。Roblox Studioを使用して作成されたゲームの大部分は子供によって開発されており、年間合計2,000万のゲームがRoblox Studioを使用して作成されている。

### アイテムと通貨

Robuxのロゴ。

さらに、プレーヤーはプラットフォーム上でアバターとして機能する仮想キャラクターを装飾するために使用できる仮想アイテムを購入、販売、および作成できる。服は誰でも購入できるが、販売できるのはプレミアムメンバーシップを持つプレイヤーのみに限られている。Robloxの管理者のみ、公式のRobloxユーザーアカウントでアクセサリー、ボディパーツ、ギア、およびパッケージを販売できる。このうちバーチャルハットとアクセサリーは、Roblox Corporationでの過去の経験を持つ選ばれた少数のユーザーによって公開することもできる。フルタイムの仕事としてアイテムをデザインするクリエイターが何人かおり、最も収益の高いクリエイターは、アイテムの売り上げから年間10万ドル以上を稼いでいる。また、コレクタブルアイテムは、プレミアムメンバーシップユーザー間でのみ取引または販売できる。これらのアイテムには最近の平均価格(RAP)が設定されており、価格はユーザーからの需要によって変動する。これらのアイテムは仮想通貨やPayPalなどの支払方法によって取引される。
2019年8月以降は、クリエイターの応募要件を満たしたユーザーに限りバーチャルハットやアクセサリーをUGC(ユーザー生成コンテンツ)として作成、販売できる制度が追加された。

### アカウントのセキュリティ
ロブロックスにはメールアドレス認証や、多要素認証、復元コードなどがあり、それに登録することでアカウントの安全性を高めることができる。メールアドレスを認証することで認証した証としてアバターの装飾で使える帽子などを入手できる。二段階認証をすると毎回ログインの際に登録したメールアドレス宛に認証コードが送られ、そのコードを入力することでログインできるようになる。このとき「デバイスを30日間信頼する」の項目にチェックを入れると、ログインした端末でのみ30日間二段階認証をスキップすることができる。

### Robux (ロバックス)
Robuxは、プレイヤーがさまざまなアイテムを購入できるようにするRobloxの仮想通貨である。日本では2023年4月28日にRobloxギフトカードを発売した。Robuxギフトカードはアカウントにチャージされ、ウォレットからrobuxを買うかプレミアムメンバーシップを買うことができる。Robuxは「R$10」のように表記される。1 Robuxは日本円で約1円ほどだったが、2022年4月頃からは円安の影響で値段が約1.7円強になっている。プレイヤーは、実際の通貨で購入することで、プレミアムメンバーシップを持つメンバーに与えられる定期的な収入、そしてRobloxで仮想コンテンツを作成および販売することで他のプレイヤーから、Robuxを入手できる。ユーザー生成コンテンツの販売を通じて取得したRobuxは、WebサイトのDeveloper Exchange(DevEx)システムを介して実際の通貨に交換できる。 
なお、Robuxは無料で生成することができない通貨にもかかわらず、Robuxに関連する詐欺は数多く存在し、主に詐欺ウェブサイトを宣伝するスパムメッセージ、無料でRobuxを提供(生成)すると騙り、アカウントの情報を盗むフィッシング詐欺のように設計された詐欺ゲーム、および無効なRobuxコード（使用済みまたは適当に作成された物）などを中心に展開されている。ただし、アンケートに回答することで無料でRobuxを入手できるサービスは存在している。詐欺師が他者のアカウントを乗っ取り、そのアカウントから詐欺サイトへの宣伝を行う不正利用の事例も存在する。

### Tix (チケット)

#### Tixの歴史
- Tix(Tickets)はRobuxの約1/20倍の価値があった、かつて2007年8月2日から配布されていたRobloxの仮想通貨である。
- Tixは現在でいうアバターショップなどでRobuxと同様に様々なアイテムを購入するのに使われた。
- Tixは唯一無料で入手できる仮想通貨であった。
- 2016年3月15日、Robloxは自社ブログを通じてTixを翌月に廃止することを発表した。考えられた主な原因はALTアカウントを悪用して大量のTixを得ようとするユーザーが増加したためである。Robloxの財政難や収益欲しさが原因だと一部のユーザーなどからは考えられたが、ブログ投稿の中で共同創設者のデイビット・バシュッキ氏は、「削除の理由はお金を稼ぐためではなく、シンプルさを保ち、不正行為を勧めないためである。」と言及している。
- Tixの削除によって詐欺は減少したが、多数のユーザーから不満の声があがり、Robloxから離れてしまう者も少なくなかった[18]。

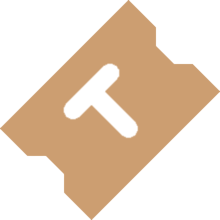
Tixのロゴ。

#### かつての入手方法
- ログインボーナスによって獲得できた。
- 制作したゲームにプレイヤーがアクセスすることで獲得できた。
- 一部のアイテムをアバターショップに売ることで獲得できた。
- アンバサダープログラムに入ることで獲得できた。(2012年3月6日まで)[19]

RoblEXと呼ばれる両替システムを使用することにより、TixをRobuxへ変換したり、その逆を行うことができた。このシステムも、Tixの廃止に伴って削除された。

## 開発

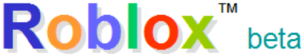
Robloxの最初のロゴ（1代目ロゴ）。2004年にデザインされた。

Robloxの2代目ロゴ。2005年～2006年まで使われていた。

Robloxのベータ版は、2004年に共同創設者のDavid Baszucki（デイビット・バシュッキ）とErik Casselによって、元々は DynaBlocks（ダイナブロックス）という名前で作成された。Baszuckiは、その年に最初のデモのテストを開始した。 2005年にはRobloxに社名変更し、2006年9月1日に正式に設立された。2007年3月、RobloxはCOPPAに準拠したセーフチャットの追加により、メニューから事前に用意されたメッセージを選択するように制限することで、13歳未満のユーザーのコミュニケーション能力を制限した。8月、Robloxはサーバーの改善を適用し、「Builders Club（ビルダーズクラブ）」という名前のプレミアムメンバーシップサービスをリリースした。この有料メンバーシップ機能は、2019年9月に「Roblox Premium（ロブロックス・プレミアム）」としてブランド名が変更された。
創設者の1人、Erik Casselは2013年2月11日に癌で亡くなった。

Robloxの3代目ロゴ。様々なバリエーションを考えていたが、ほとんど同じデザインになった。2006年～2017年まで使われていた。

2011年12月、Robloxは最初のハックウィークを開催した。これは、Roblox開発者が会社に提示する新しい開発のための独創的なアイデアに取り組む毎年恒例のイベントである。2012年12月11日にiOSバージョンのRobloxがリリースされ、2014年7月16日にAndroidバージョンがリリースされた。 2013年10月1日、RobloxはDeveloper Exchange (DevEx)プログラムをリリースし、開発者がゲームで獲得したRobuxを実際の通貨に交換できるようにした。
2015年5月31日に、Smooth Terrain（スムース・テレイン）と呼ばれる機能が追加され、地形グラフィックの忠実度が向上し、物理エンジンが従来のブロック指向のスタイルからよりスムーズでリアルなスタイルに変更された。 11月20日、RobloxはXbox One向けにリリースされ、Robloxのスタッフが最初に選んだ15のゲームが選ばれた。 Xbox One用の新しいRobloxゲームは承認プロセスを経る必要があり、米エンターテインメントソフトウェアレイティング委員会の基準に従った。

Robloxの4代目ロゴ。2017年～2018年まで使われていた。

2016年4月には、Oculus Rift向けにRoblox VR（ロブロックス・ブイアール）をリリースした。リリースの時点で、1,000万を超えるゲームが3Dで利用可能だった。ほぼ同じ時期に、セーフチャット機能が削除され、13歳未満のユーザー向けの受け入れ可能な単語のセットと他のユーザー向けのブラックリストに登録された単語のセットを含むホワイトリストに基づくシステムに置き換えられた。6月、同社はWindows 10と互換性のあるバージョンをリリースした。ゲームプラットフォームは2004年からPCに存在していたが、そのWebバージョンが作成されたとき、Windows用に構築されたスタンドアロンランチャーでアップグレードされたのはこれが初めてだった。また6月、Roblox Corporationは、商標権侵害の疑いでCinemark Theatersから訴えられた。
2017年10月に、Robloxはアカウントを使わずにプレイできる Guest（ゲスト）の廃止を決定した。Guestはチャットが使用できない等の制限がかけられていたが、最終的にRobloxのコミュニティ拡大・人口増加が原因で廃止された。また同時期に、RobloxはQuackityなどのYouTuberが幾度と攻撃していたRobloxのフォーラムを閉鎖し、フォーラムユーザー全体からの大きな反感を買った。

Robloxの5代目のロゴ。2018年～2022年まで使われていた。

Robloxは、その時点まで運用していたテクノロジーが古く、頻繁に停止するため、2017年を通じて、サーバーテクノロジーに多くの更新を行った。 2019年2月、Robloxは、プラットフォームのローカライズ版を作成するために、Tencentの関連会社であるSonghua River Investment Limitedとの合弁事業を開始した。2020年11月の時点で、中国国立ラジオテレビ局はRobloxを中国で利用可能にするために必要なライセンスをまだ発行していなかった。 2020年7月、Robloxはオンラインとして機能するParty Placeの創設を発表した。この機能は、2020 Bloxy Awards（2020年度ブロクシー・アワード）で使用された新しいテクノロジーを使用して作成され、COVID-19パンデミックに対応して設計された。さらに、Robloxは2020年12月3日に中国でのリリースが許可された。
2021年、RobloxはチャットプラットフォームGuildedを買収した。
2021年10月28日、Robloxのサーバーが突如としてシャットダウンし、過去最長のダウンタイムとなり、サービスが3日間利用できなくなるアクシデントが発生した。
2021年12月、Robloxは中国向けサービスの提供を停止し、中国国内の検閲に対応した独自のアプリケーションで提供を継続することを発表した。

Robloxの6代目のロゴ。2022年9月～2025年(現在まで)使われている。

2022年8月26日、新しいロゴが発表された。
2022年9月、Robloxは近年拡大している17~24歳のヤングアダルト層からの需要の高まりを受け、ゲームに年齢別レーティング制度を導入することを発表し、軽度の暴力描写を含むゲームについて、13歳以上対象であれば提供が可能とした。また、2023年6月20日には、露骨な暴力描写や恋愛、アルコール類の表現などを含んだ17歳以上対象のゲームの提供を許可した。
2023年7月27日、Meta Quest 2とMeta Quest Pro向けにベータ版がリリースされ、9月に正式版がリリースされた。同時期にRobloxはヘルシンキのベンチャー企業Speechlyを買収し、AIによるボイスチャットの管理に活用するとしている。
2023年10月10日、PlayStation 4およびPlayStation 5向けにRobloxがリリースされた。
2024年11月18日､Robloxは､COPPAなどの児童プライバシー保護のために､13歳未満への規制を強化した｡これにより､13歳未満の児童は､初期設定ではボイスチャットを利用できない状態になった他､性的なコンテンツや､暴力的なコンテンツ、その他Robloxに審査されることで指定される成熟度が指定されていないゲームを利用できないように変更された。

## コミュニティと文化

### 反人種差別の取り組み
Robloxのユーザーは、人種差別に対する努力で有名であり、多くの常連ユーザーと共同創設者のBaszuckiが、ジョージ・フロイド抗議運動とBLMへの支持を宣言している。しかし、2019年8月、NBCニュースによる調査により、極右およびネオナチグループにリンクされた100を超えるアカウントが明らかになった。NBCからアカウントについて連絡を受けた後、Robloxのモデレーターはアカウントを削除した。

### COVID-19パンデミックの影響
COVID-19パンデミックはRobloxにさまざまな影響を及ぼした。パンデミックによって課せられた検疫により、社会的相互作用が制限されているため、Robloxは子供たちが互いにコミュニケーションをとるための手段として使用された。このコミュニケーション方法が実行されている最も有名な方法の1つは、プラットフォームで誕生日パーティーが開催される現象である。 2020年5月1日、Roblox Corporation（ロブロックスコーポレーション）は、COVID-19と戦っている慈善団体のために資金を集めるための仮想募金活動を発表した。 COVID-19は、ゲーム業界の大多数が経験した同様の効果と一致して、プラットフォームの収益とその上のプレーヤーの数の両方の大幅な増加を引き起こした。

## レセプションと収益
Robloxに対する批評家の評価はおおむね好意的である。Common Sense Mediaは、星5つが満点のところ星4つとし、Robloxのゲームの多様性と子供たちの創造性を促進する能力を賞賛するとともに、プラットフォームが分散型である性質によりゲームの品質が良くも悪くもさまざまであることを指摘し、児童ユーザーにはチャット機能を無効にして悪意の行為を防止することを推奨した。Family Online Safety Instituteのパトリシア・E・ヴァンスは、プラットフォーム上での子供の相互作用を監視するように保護者に推奨しているが「子供が自主的に遊び、探索し、交流し、創造し、学ぶことを可能にする」プラットフォームと称賛し、子供たちにゲーム開発を体験させるきっかけとなる機能を持つRoblox Studioに特別な称賛を与えている。 Trusted Reviewsもプラットフォームの概要の中でRoblox Studioを称賛し、「コンピューター科学のスキルを磨いたり、多くの人から即座にフィードバックをもらえるプロジェクトを作成したりする人にとって、その魅力は明らかだ」と述べている。
Robloxは公開されているコンテンツ、特に性的なコンテンツや政治的に過激派に関連するコンテンツについて広く批判されている。同様にチャットフィルタリングシステムについても批判的に受け止められている。性的や政治的に過激なコンテンツはこれまでも、バーチャルセックスクラブやナイトクラブなどのテーマでプラットフォーム上に存在していたり、政治的に過激なコンテンツではネオ・ファシズムやネオナチなどの極右に関するコンテンツも存在する。これらの問題に対処するために、Robloxでは1,600人がプラットフォームからそのようなコンテンツを削除する活動をしたり、ペアレンタルコントロールなどのプライバシー設定機能を追加したりしている。
またRobloxはプラットフォームで児童をターゲットにした消費主義を煽っていて、アイテム課金を容易にし親の管理が困難な大金の消費を児童が行なえるようにしているなどと批判されている。

### ゲーム
ゲームプラットフォームとしてのステータスにより、Robloxにはさまざまな人気のゲームがある。2020年5月の時点で、Robloxで最も人気のあるゲームには、それぞれ1,000万人を超える月間アクティブプレーヤーがいた。2020年8月の時点で、少なくとも20のゲームが10億回以上プレイされ、少なくとも5,000のゲームが100万回以上プレイされている。TechCrunchは2021年3月に、Roblox内のゲームは無料でプレイできるビデオゲームで確立された伝統とは大きく異なり、成功したRobloxゲームは即時の満足に向けられていることを発見し、チュートリアルの追加を発見したと述べた。無料でプレイできるゲームに関する確立された知恵に反して、プレーヤーのエンゲージメントが大幅に減少した。
一部のゲームはプラットフォームとの処理の最適化を考慮していない場合があるため、最初の読み込みに時間がかかったり、処理落ちして起動自体が不可能なゲームもまれに存在する。また、ほとんどのゲームは育成ゲーム上のベースからRobuxによる課金要素を追加する傾向にある。

### 収益
2017年のRoblox開発者会議の際、約170万人がいたゲームプラットフォームのクリエイターは2017年に少なくとも3000万ドルを稼いだと発表。また、iOS版Robloxは2019年11月に10億ドルの生涯収益を超えた。。
2019年11月の生涯収益のうち、2020年6月に15億ドル、2020年10月に20億ドルであり、2番目に高い収益を誇るiOSアプリとなっている。 Robloxのいくつかの個別のゲームは、1,000万ドルを超える収益を蓄積しており、プラットフォーム上の開発者全体は、2020年の間に約2億5,000万ドルを稼ぐと予測されていた。結果として、2020年に3番目に高い興行収入を記録し、収益は22億9000万ドルとなり、これはTencentのタイトルであるPUBGとhonor of kingsの収益を下回る結果となった。
Roblox Corporation自体は40億ドルの価値があり、ベンチャーキャピタル会社のアンドリーセン・ホロウィッツ（Andreessen Horowitz）が実質的な投資家として注目されている。 Roblox Corporationは、2020年11月19日に新規株式公開を申請した。これは2021年初頭のある時点で上場企業になるための道の一部である。

## フィギュア
2017年1月、玩具メーカーのJazwares（ジャズウェアズ）はRoblox Corporationと協力して、プラットフォームの大規模な開発者が作成したユーザー生成コンテンツ(UGC)に基づいてミニフィギュアを作成した。ミニフィギュアには、レゴのミニフィギュアのように手足と関節があり、交換可能な手足やアクセサリーもある。すべてのセットには、仮想アイテムの引き換えに使用できるコードが含まれている。また、ランダムなミニフィギュアを含むブラインドボックスもあり、ミステリーフィギュアを含む機会がある。
2021年4月13日、Robloxはハズブロとパートナーシップを結び、Robloxとコラボしたナーフやモノポリーの商品を発売した。

## 不祥事

### Robloxのサーバーダウン障害
2021年10月28日から10月31日の4日間に渡って、プレイヤーがRobloxにログインできない、ゲームに入れないという問題が発生した。

#### 障害発生から復帰までのタイムライン
- 2021年10月28日 - プレイヤーからアバター(Roblox上でのスキン)でバグがあったと報告があり、 そしてその3時間後に少数ではあるがゲームに入れないなどの報告も出ていた。 その後約1時間後に約99%のプレイヤーがゲームに入れなくなっていた[要検証 – ノート]。
  - 5時間目 - Robloxのウェブサイトでバグが発生した。
  - 6時間目 - Robloxの全てのプレイヤーがゲームをプレイできなくなっていた。 そしてスマホ版ではログイン画面に戻される現象も発生していた。
  - 7時間目 - Robloxの全部のウェブサイトがロードがされなくなっていた。
  - 8時間目 - Roblox Studio(自分でRobloxのゲームを作るアプリ)を起動するのが困難になっていた。
  - 15時間目 - PCユーザーが限定的ではあるが入れるようになった。
  - 18時間目 - Robloxのサイトがシャットダウンした。
  - 22時間目 - Roblox運営が4時間に渡って調査したが、原因の特定には至らなかった。 Roblox運営は「今日の停止については、まだ進行中です。引き続き最新情報をお届けします。重ねて、遅延をお詫び申し上げます。 この機能停止は、プラットフォームでの特定のエクスペリエンスやパートナーシップに関連していないことがわかっています。」とツイートした。
- 10月30日 - Roblox運営は最善を尽くしたが原因は見つからず、未だ解決できていない状況にあった。 Roblox運営は「停止の根本的な内部原因を特定したと考えています。 Robloxをできるだけ早く復旧して実行するために必要なエンジニアリングとメンテナンス作業を実行中です。お待ち頂きまして、ありがとうございます。」とツイートした。
- 10月31日 - Roblox運営はついに原因を発見したとして、「根本原因と解決策を特定しました。私たちは物事をオンラインに戻すことに取り組んでおり、一日中最新情報をお届けします。」 とツイートした。
  - 69時間目 - Robloxに少数ではあるがプレイヤーが戻ってくる。
  - 70時間目 - スマホ版プレイヤーのログインが可能になり、スマホ版プレイヤーがプレイできるようになった。
  - 78時間目 - 78時間目にサーバーは正常に戻り、完全にプレイヤーがプレイ出来るようになった。

### 「Oof (オーフ)」効果音の無断使用
リリース当初から2022年7月27日まで、キャラクターがリセット(死亡)したときのRobloxの効果音は「Oof（オーフ）」サウンドだった。これは主に海外でミームとして認知され、プラットフォーム内でも人気を博していた。この効果音は元々、2000年に発売されたPCゲームの『メサイア（英語: Messiah (video game)）』に参加した作曲家トミー・タラリコによって制作された物であったが、Robloxは無許可でこの効果音を使用し続けていたため、彼とRobloxは著作権紛争に巻き込まれた。2022年にRobloxが同プラットフォームから当該サウンドを削除して別のサウンドに置き換えることに同意したことで論争は終了した。著作権紛争後、デフォルトの死亡音は「Uf」に近い効果音が使用されていたが、2025年にRobloxで、およそ3年ぶりにOof音がデフォルトの死亡音に戻された。

## 賞と表彰
Robloxは次の称賛を受けている。
- Inc. 5000アメリカで最も急成長している民間企業のリスト（2016、2017）[52][53]
- サンマテオ郡経済開発協会（SAMCEDA）（サムセダ）優秀賞（2017） [54]
- San Francisco Business Times 'Tech＆Innovation Award – Gaming / eSports（2017）[11]